# Internet cuántico
El internet cuántico es un conjunto de sistemas, protocolos y dispositivos teóricos que permiten conexiones extremadamente seguras entre ordenadores. Este se basa en fenómenos tales como la teleportación cuántica y el uso de qubits, a diferencia del internet clásico . Aunque hay distintos métodos para establecer estas conexiones, todas utilizan algún aspecto de la mecánica cuántica.

## Claves cuánticas
Las primeras proposiciones teóricas sobre maneras de comunicación “cuánticas” se remontan a 1970, cuando Stephen Wiesner vio potencial al hecho de que sea imposible medir una propiedad de un sistema cuántico sin modificarlo. Él mismo propuso que la información podría codificarse en unidades llamadas qubits, que no son más que sistemas cuánticos con dos estados propios, como por ejemplo un átomo aislado cuyo spin puede estar hacia arriba, hacia abajo e incluso en una combinación arbitraria de ambos. Wiesner señaló que, ya que no se pueden medir las propiedades de un qubit sin modificarlo, es imposible hacer copias exactas del mismo. Esta propiedad no es más que una consecuencia del Teorema de no clonación, por el cual es imposible extraer información del sistema sin ser detectado.
Inspirados por Wiesner, en 1984 Charles Bennett, un informático en IBM en Yorktown Heights, Nueva York y su colaborador Gilles Brassard de la Universidad de Montreal en Canadá, desarrollaron una ingeniosa idea por la cual dos usuarios podrían generar una clave de encriptación que solo estos sabrían codificándola en los estados de polarización del fotón, el esquema BB84. Más adelante en 1989, Bennett lideró al primer equipo que demostró esta distribución de una clave cuántica (QKD por sus siglas en inglés) experimentalmente. A día de hoy, esquemas similares de QKD están siendo comercializados y típicamente vendidos a empresas financieras u organizaciones gubernamentales. ID Quantique, por ejemplo, lleva protegiendo los resultados de las elecciones suizas por más de diez años mediante el empleo de dichas claves de encriptación cuánticas.
De la misma manera, en 2017, el satélite chino Micius, obra del físico Pan Jianwei, que no es más que una variante del protocolo de Bennett y Brassard, hizo una demostración experimental de otra QKD. El funcionamiento es el siguiente: el satélite genera dos claves y las manda codificadas cuánticamente, una a la estación de Pekín y otra a la de Viena. Tras ello, con un ordenador que lleva incorporado, combina las claves secretas para crear una nueva, que se transmite a ambas estaciones de manera clásica. Teniendo sus propias claves, ambos equipos pueden conocer la clave del otro substrayendo la suya propia de la clave conjunta. De esta manera cualquiera de los equipos podría desencriptar una transmisión que el otro equipo haya encriptado con su clave. De hecho, en septiembre de 2017, Pan y Anton Zeilinger de la Universidad de Viena, emplearon este modelo para llevar a cabo la primera videollamada intercontinental asegurada en parte con una clave cuántica.

## Nodos seguros
Cuando queremos realizar comunicaciones cuánticas, un factor importante es la distancia a la que queremos transmitir la información. El principal problema de este sistema es que los fotones no pueden recorrer una distancia excesivamente grande sin perder su polarización o ser absorbidos por el medio. Para solventar este problema, se utilizan los repetidores cuánticos.

### Funcionamiento
En principio, para solventar este problema, podríamos pensar en colocar dispositivos entre Alice y Bob que recojan los fotones y envíen copias con la misma información. De este modo, lograríamos multiplicar la distancia a la que podemos enviar fotones. Sin embargo, el teorema de no clonación nos impide copiar un estado cuántico arbitrario, como, por ejemplo, el de los fotones.
Es necesario la presencia de un nodo seguro para que esto ocurra. Esencialmente, un nodo seguro funciona de la siguiente manera:
1) Debe estar colocado en algún punto entre Alice y Bob. Cuando Alice envíe fotones polarizados a Bob, el nodo seguro los recibirá en su lugar.
2) Como no es posible copiar el estado de los fotones sin conocerlo, el nodo seguro medirá la polarización de cada fotón. De este modo, puede reconstruir la clave de cifrado, que se almacena en el nodo como información clásica.
3) Una vez que el nodo seguro posee la clave de cifrado, puede encriptarla de nuevo en fotones polarizados y enviarla a Bob. Lógicamente, esos fotones estarán en el mismo estado que los que envió Alice originalmente.
De este modo, conseguimos aumentar la distancia de envío de los fotones.
Es importante notar que esto no viola el teorema de no clonación, pues el nodo seguro mide el estado de los fotones antes de preparar un sistema idéntico.

### Controversia
El principal problema de los nodos seguros es que, como se menciona en el apartado anterior, necesitan almacenar clásicamente la información. Esto significa que un espía podría acceder a la memoria de los mismos y obtener la clave: los nodos seguros son puntos vulnerables. Por lo tanto, al trabajar con estos dispositivos es necesario destinar recursos suficientes a su protección contra agentes externos.
Sin embargo, si bien es cierto que son puntos vulnerables, su uso hace que la seguridad del canal de comunicación aumente enormemente. Esto se debe a que reducen todas las vulnerabilidades de la red a los propios nodos seguros, con lo cual es posible protegerse de los oyentes externos sin hacer más que proteger debidamente los nodos seguros.

### Implementación
En septiembre de 2017 se completó la creación de una extensa red de comunicaciones cuánticas entre Beijing y Shanghái. Dicha red conecta 4 ciudades mediante 32 trusted nodes, empleando para ello más de 2000 kilómetros de fibra óptica. Actualmente está siendo testeada para comunicaciones entre entidades bancarias y empresas, como por ejemplo el gigante de comercio en línea Alibaba.

## Teleportación Cuántica
En la década de los 2000, una serie de experimentos realizados por Christopher Monroe demostraron que se pueden lograr las bases que serían necesarias para la construcción de una red de internet cuántico. El fundamento de dicha red sería la teleportación cuántica.
Para construir este tipo de redes, necesitamos conseguir dos qubits entrelazados (por ejemplo, dos átomos). Un modo de entrelazarlos podría ser, por ejemplo, la emisión de dos fotones (que, a su vez, estarían entrelazados entre sí) por parte de un tercer sistema. Los fotones se emiten de tal modo que cada uno de ellos será absorbido por uno de los qubits que queremos entrelazar. En ocasiones, la distancia (entre otros factores) puede suponer un problema para conseguir entrelazar dos sistemas. En estos casos se pueden utilizar repetidores cuánticos, que consistirían en una pareja dos 2 qubits entrelazados entre sí, que además se entrelazan respectivamente mediante el mecanismo anterior a cada uno de los átomos de los extremos. De este modo, este repetidor aumenta la distancia a la que podemos enlazar sistemas. Se pueden usar tantos repetidores como sea necesario.
Una vez que hemos conseguido entrelazar los dos qubits, buscamos que el sujeto del extremo 1, Alice, pueda pasar el estado cuántico de un tercer qubit (X) a modo de información al extremo 2, Bob. Para ello, Alice necesita entrelazar X a su qubit (lo que provoca a su vez que X quede entrelazado con el qubit de Bob) y realizar una serie de medidas sobre ambos qubits de su extremo. En función de los resultados obtenidos en sus medidas, debe informar mediante un canal clásico a Bob de qué medidas debe realizar él en su lado para obtener finalmente que su qubit quede en el estado en el que originalmente se hallaba X. Con esto, la información queda completamente enviada mediante un canal cuántico, aunque haciendo necesariamente uso de un canal clásico.

### Implementación
El objetivo último de la investigación en este campo es la creación de una red basada en el fenómeno del entrelazamiento cuántico.
A día de hoy, ya se han construido algunos mecanismos basados en este fenómeno. Un equipo dirigido por Ronald Hanson (Universidad de Delft) consiguió en 2015 entrelazar dos pares de qubits con una separación entre ellos de 1.3 km.

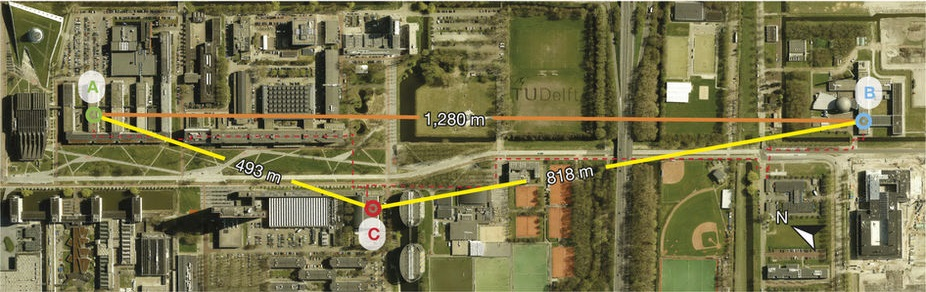

El experimento llevado a cabo por Hanson consistía en situar impurezas de diamante en dos laboratorios diferentes, A y B. A través de un sofisticado proceso, las muestras de A y B emiten fotones que contienen información sobre los spines de sus electrones. Estos fotones se encuentran un laboratorio C, e interactúan con un tercer sistema para conseguir el entrelazamiento entre las muestras de A y B.
Esquema del experimento.

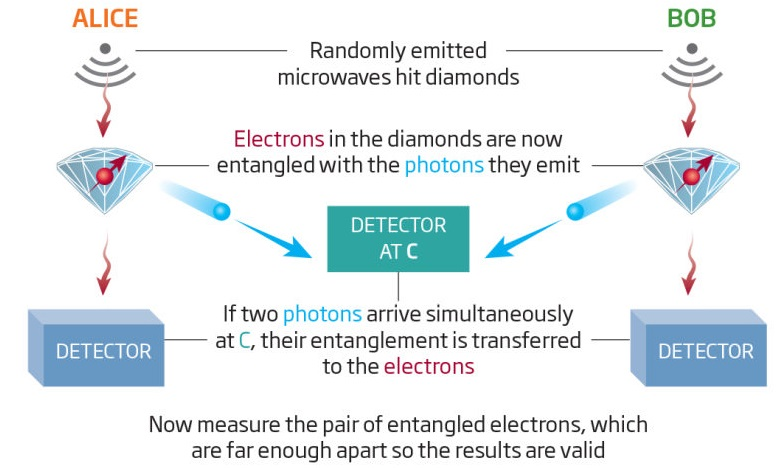

Entre los grandes éxitos conseguidos, se encuentra el de transformar las longitudes de onda del visible que salen de los qubits de diamante a longitudes de onda más largas (infrarrojas) que pueden viajar bien a lo largo de las fibras ópticas. Para ello, se emplea un método que se basa en la interacción de los fotones con un láser. Conseguir esto no ha sido fácil, ya que los nuevos fotones necesariamente tienen que poseer la información de los fotones anteriores, pero el teorema de no clonación nos dice que esto no posible si no medimos previamente sobre esos fotones.
Es interesante destacar que este equipo de investigación realizó 245 experimentos de pruebas de Bell en 18 días, obteniendo que S=2.42 (esto es, obtuvieron una violación de la desigualdad de CHSH-Bell).
Como se puede apreciar, existen aún una gran cantidad de retos que superar, que en conjunto se traducen en un problema de ingeniería.
A corto plazo, se pretende que en 2020 el equipo de Hanson cuando intenté conectar 4 ciudades holandesas, siendo así la primera red de teletransporte cuántico del mundo.
En un laboratorio de china, el 16 de junio de 2020, lograron la transmisión de una clave entre dos instalaciones terrestres a una distancia de 1.120 kilómetros por medio de un satélite, evitando el uso de repetidores terrestres con su correspondiente pérdida de fotones debido a la fibra óptica.